# Noyelles-sur-Escaut

Noyelles-sur-Escaut este o comună în departamentul Nord, Franța. În 1 ianuarie 2022 avea o populație de 815 de locuitori.